# Saitō Yoshitatsu
Saitō Yoshitatsu (斎藤義龍?   8 de julio de 1527–23 de junio de 1561) fue un samurái japonés del período Sengoku de la historia de Japón.

## Biografía
Yoshiatsu nació en la Provincia de Mino en 1527 hijo de Toki Yoshiyori y adoptado por Saitō Dōsan.
Yoshitatsu llamó a un golpe de Estado en contra de su padre cuando este intentó desheredarlo, venciéndolo en la Batalla de Nagaragawa en 1556. Yoshitatsu eliminó cualquier oposición en el clan por lo que se autonombró daimyō.

## Consecuencias
La victoria de Yoshitatsu sobre su padre enfureció a varios daimyō tales como Oda Nobunaga, quien atacó sus castillos y el acceso a Mino fue restringido.
Yoshitatsu murió de lepra en 1561, por lo que su joven hijo Saitō Tatsuoki tomó el control del clan Saitō.